# 小葫蘆歷險記
《小葫芦历险记》是劇情改編自中國神話故事的紙雕台湾动画，陶大伟領導鴻舲傳播製作、紙雕家李漢文製作紙雕、梁崇佑導演、陶喆配樂，1992年10月13日於台視頻道（公共電視節目時段）首播。

## 概述
本劇是以神話為基礎的虛構故事。一開場主角哪吒即因調皮被玉帝貶下凡間，遇見小女孩桑桑。為了治療桑桑的病，哪吒展開採五味藥的驚險旅程。
因紙雕屬半立體，且成形後無法再雕塑，每一個人物要做11個臉、數十種不同嘴型，且所有人物又僅有香菸盒大小，拍攝相當困難，每日最多只能攝製20秒。全劇共8集，卻花了2年才完成。

## 獎項
本劇曾获頒1994年第36屆紐約國際廣播電視節目展动画银牌奖。

## 外部連結
- 豆瓣电影上《小葫蘆歷險記》的資料 （简体中文）
- 互联网电影数据库（IMDb）上《小葫蘆歷險記》的资料（英文）